# Robert Radecke
Albert Martin Robert Radecke, född den 31 oktober 1830 i Dittmannsdorf vid Waldenburg i Schlesien, död den 21 juni 1911 i Wernigerode, var en tysk musiker. Han var bror till Rudolf Radecke.

## Biografi
Robert Radecke föddes 1830 i Dittmannsdorf vid Waldenburg i Schlesien. Radecke utbildades vid Leipzigs konservatorium och anordnade från 1853 i Berlin kvartettsoaréer samt större körkonserter och orkesterkonserter. Han var 1871–1887 kapellmästare vid Berlins hovopera, 1883–1888 direktör vid Sternska konservatoriet och 1892–1907 vid kugliga institutet för kyrkomusik. Han komponerade visor i folkton, körsånger och åtskillig instrumentalmusik. Radecke avled 21 juni 1911 i Wernigerode.